# Фофоново (Бурятія)
Фофоново (рос. Фофоново) — село Кабанського району, Бурятії Росії. Входить до складу Сільського поселення Шергінське.
Населення — 279 осіб (2015 рік).